# 岐阜ファッション産業連合会
一般社団法人 岐阜ファッション産業連合会は、岐阜県岐阜市のファッション産地団体組織である。『世界のファッション工房ＧＩＦＵ』を目指し、『ア・ミューズ岐阜』などのイベントを開催している。

## 沿革
- 昭和26年12月 前身である岐阜繊維問屋町連合会として設立
- 昭和49年 社団法人に改組
- 昭和62年 岐阜ファッション産業連合会に改組

## 構成組織・団体
- 一般社団法人 岐阜ファッション産業連合会
- 岐阜メンズファッション工業組合
- 岐阜婦人子供服工業組合
- 問屋町各町内会